# Subsecretaría de la Mujer y la Equidad de Género de Chile
La Subsecretaría de la Mujer y la Equidad de Género de Chile es una subsecretaría de Estado dependiente del Ministerio de la Mujer y la Equidad de Género, el cual es el encargado de colaborar con el presidente de la República en el diseño, coordinación y evaluación de las políticas, planes y programas destinados a promover la equidad de género, la igualdad de derechos y de procurar la eliminación de toda forma de discriminación arbitraria en contra de las mujeres; y como tal a la titular —de la Subsecretaría— le corresponde actuar como colaboradora, asesora y reemplazante (en caso de vacancia) directa de la ministra del ramo. Desde el 28 de marzo de 2025 la subsecretaria es Claudia Donaire Gaete, bajo el gobierno de Gabriel Boric.
Fue creada —junto al Ministerio de la Mujer y la Equidad de Género— mediante la ley n° 20.820, publicada en el Diario Oficial, el 20 de marzo de 2015. Entró en funciones el 1 de junio de 2016, conforme a lo establecido en el Decreto con Fuerza de Ley (DFL) 1, del 11 de marzo de 2016. Ésta Subsecretaría no reemplazó a la Subdirección del Servicio Nacional de la Mujer (Sernam), que pasó a depender del Ministerio de la Mujer y la Equidad de Género y a llamarse Servicio Nacional de la Mujer y de la Equidad de Género, teniendo a su disposición su propia Subdirección.

## Subsecretarias
Anteriormente a la vigencia de la Ley N.º 20.820 se conocía como subsecretaria de la Mujer y la Equidad de Género a la subdirectora nacional del Servicio Nacional de la Mujer (Sernam), el cual dependía del entonces Ministerio de Desarrollo Social. Sin embargo, con la vigencia de dicha ley, ambos cargos se separaron. Por otra parte, aunque institucionalmente no existe una normativa de obligatoriedad de género, a la fecha —al igual que el Ministerio— la Subsecretaría ha sido dirigida únicamente por mujeres.
| Retrato | Subsecretaria           | Partido | Partido | Inicio              | Final               | Presidente | Presidente        |
| ------- | ----------------------- | ------- | ------- | ------------------- | ------------------- | ---------- | ----------------- |
|         | Bernarda Pérez Carrillo |         | Ind.    | 3 de junio de 2016  | 11 de marzo de 2018 |            | Michelle Bachelet |
|         | Carolina Cuevas Merino  |         | RN      | 11 de marzo de 2018 | 21 de enero de 2021 |            | Sebastián Piñera  |
|         | María José Abud Sittler |         | Evópoli | 26 de enero de 2021 | 11 de marzo de 2022 |            | Sebastián Piñera  |
|         | Luz Vidal Huiriqueo     |         | Ind.    | 11 de marzo de 2022 | 28 de marzo de 2025 |            | Gabriel Boric     |
|         | Claudia Donaire Gaete   |         | Ind.    | 28 de marzo de 2025 | en el cargo         |            | Gabriel Boric     |